# Nygolaimus pachydermatus
Nygolaimus pachydermatus är en rundmaskart. Nygolaimus pachydermatus ingår i släktet Nygolaimus och familjen Nygolaimidae. Inga underarter finns listade i Catalogue of Life.